# YOLO (Сімпсони)
«YOLO» (англ. You Only Live Once, укр. «Живеш лише раз») — четверта серія двадцять п'ятого сезону мультсеріалу «Сімпсони», прем'єра якої відбулась 10 листопада 2013 року у США на телеканалі «Fox».

## Сюжет
Барт і Мілгаус граються разом у Сімпсонів. Незабаром Кірк приїжджає забрати Мілгауса на новому «Mercedes», з номерним знаком «YOLO» (укр. «ЖИЛЕР — Живеш лише раз». Виявляється, що Кірк переживає кризу середнього віку. Пізніше тієї ночі, обговорюючи як недолуго виглядав Кірк, Гомер розуміє, що стиль його життя залишиться незмінним, і впадає в депресію.
Наступного ранку Кент Брокман приїжджає зі своєю новинною командою «6 каналу» до Спрінґфілдської початкової школи. Він бере інтерв'ю у директора Скіннера, щоб викрити постійне списування в школі. Прокручуючи камери, Брокман передає Скіннеру викривальні докази обману (включно із 30 однаковими творами «Моє літо на Косумелі»). Незважаючи на благання Скіннера, Брокман випускає репортаж у той же день.
Тим часом Гомер вирішує кинути скаржитися на своє життя і почати копирсатися в минулому. Він показує Мардж листи і фотографії свого старого іспанського друга за листуванням Едуардо з Барселони. Протягом 5 класу переписувались про свої мрії й амбіції у майбутньому. Мардж вирішує запросити його у Спрінґфілд. Едуардо прибуває, хоча спочатку і здивувався станом (зовнішнім і внутрішнім) Гомера. Едуардо вирішує допомогти втілити всі найбільш реальні дитячі мрії Гомера з його альбому по листуванню.
Наступного дня Гомер та Едуардо готуються здійснити останню дитячу мрію Гомера — літати, як птах надівши костюми-крило. У літаку над Землею Гомер починає сумніватися в ідеї, але Едуардо його виштовхує і вони обоє пливуть по небу Спрінґфілда. Гомер поступово звикає до польоту…
У школі Ліса розробляє рішення шкільного скандалу — «Кодекс честі». Ця пропозиція отримує підтримку як батьків, так і вчителів. Кодекс може стати активним, якщо довіритись учням. Вони присягнуть не обдурювати і видавати обманщиків, ніхто не буде обдурювати систему, бо вони і будуть системою. Через деякий час всі учні успішно його виконують.
Одного разу Лісі випадково дістається рюкзак Барта і вона виявляє, що той списував. Дівчинка розуміє, що якщо вона розповість про це, це підтвердить, що її система з «Кодексом честі» не працює і провалиться. Вона намагається примусити брата у всьому зізнатися. Однак Барт говорить, що зробить так, якщо отримає божий знак. У цей самий момент Гомер несподівано врізається у хмарочос і приземляється прямо на Барта, і хлопчик погоджується із сестрою, за що його карають. Гомера доставляють до загальної лікарні Спрінґфілда, де Едуардо вітає його із втіленням його мрій.
У фінальній сцені Гомер прокидається у своєму ліжку вдома і приходить до висновку, що всі попередні події були лише сном. Однак, з'являється Едуардо і нагадує, що той обіцяв відвезти до аеропорту. Гомер запитує, куди саме його провести, на що Едуардо відповідає: «Іди так далеко, як захоче твоє серце». В результаті, Гомер і Едуардо опиняються в Барселоні…

## Цікаві факти і культурні відсилання
- Сюжет серії — пародія на фільм 2007 року «Список останніх бажань»
- Перед стрибком Гомер зізнається, що його героїнею була не летюча білка Роккі з «Шоу Роккі і Бульвінкля», а акторка яка її озвучувала — Джун Форей.
  - Одразу після стрибка, коли Гомер летить вниз, ламається «четверта стіна» з озвученим кліфгенгером у стилі «Шоу Роккі і Бульвінкля»[1].

## Ставлення критиків і глядачів
Під час прем'єри серію переглянули 4,2 млн осіб з рейтингом 1.8, що зробило її найпопулярнішим шоу на каналі «Fox» тієї ночі.
Денніс Перкінс з «The A.V. Club» дав серії оцінку B сказавши, що серія — «великий крок уперед» порівняно з попередньою серією. Він додав: «Якби мені довелося побачити спершу щасливого Гомера, який втілює мрії дитинства, а потім — різні бездарні відсилання на поп-культуру, я б вибрав перше».
Тоні Сокол з «Den of Geek» дав серії три з половиною з п'яти зірок, похваливши відсилання до Джун Форей і «Шоу Роккі і Бульвінкля» і описавши розваги Сімпсонів як «завжди першокласні, що змушують пишатися Джея Ворда [творця „Роккі і Бульвінкля“]».
Сайт «Bubbleblabber» оцінив серію на 6/10.
Водночас Тереза Лопес з «TV Fanatic» дала серії дві з половиною з п'яти зірок, сказавши:
|  | Прагнучи залишатися в курсі подій, Сімпсони цього тижня взяли популярну (ну, в даний час популярну) фразу «YOLO». І Ви подумали, що це було б трохи захоплюючим… Натомість, це було ще однією безглуздою та нудною частиною тривалого серіалу. |

У лютому 2014 року сценариста серії Майкла Наборі було номіновано на премію Гільдії сценаристів Америки в області анімації 2013 року.
Згідно з голосуванням на сайті The NoHomers Club більшість фанатів оцінили серію на 3/5 із середньою оцінкою 3,09/5.